# جامعة ناغارجونا أشاريا
جامعة ناغارجونا أشاريا (بالإنجليزية: Acharya Nagarjuna University)‏؛ هي جامعة حكومية تقع في منطقة جونتور في ولاية اندرا براديش جنوب شرق الهند. وهي واحدة من العديد من الجامعات الكبرى في البلاد، وتغطي العديد من الكليات والمعاهد في المنطقة. وهي مركز رئيسي للتعلم لولاية أندرا براديش.
الجامعة هي مبادرة من مركز الدراسات العليا بجامعة أندرا، الذي تأسس في عام 1967 في منطقة نالابادو في جونتور، وتم نقله لاحقًا إلى منطقة نامبور / كازا في شرق المدينة. أطلق على الجامعة هذا الاسم تميننا بمؤسس مسار البوذية ماهايانا.

## الحرم الجامعي
إضافة إلى الحرم الجامعي الرئيسي، تحتفظ الجامعة بفرعين جامعيين في مدينة Nuzvid، وفي مدينة Ongole، حيث يتم تقديم ما مجموعه 44 دورة. تتبع الجامعة برامج الدراسات العليا لـ 292 كلية ومعهد في جونتور، كريشنا، براكاسام ومناطق أخرى في ولاية أندرا براديش. تقدم الجامعة برنامج ماجستير إدارة أعمال خاص يلبي معايير الصناعة، بعد اتفاق تم التوصل إليه مع جامعة ميتشجان المركزية.

### برامج التبادل
تشتهر الجامعة ببرامج التبادل الدولي، حيث تستضيف العديد من الندوات والندوات لتعزيز التعليم الدولي والأنشطة البحثية على أساس منتظم.

## الكلية الجامعية للهندسة والتكنولوجيا
تم إنشاء كلية جديدة للهندسة والتكنولوجيا في الحرم الجامعي الرئيسي للجامعة  في عام 2009. وهي واحدة من كليات الهندسة العديدة في منطقة جونتور، ولكنها تتميز بكونها الأولى التي تدار بالكامل من قبل الحكومة. قامت AICTE بزيارة الحرم الجامعي وأكملت التفتيش لمنح المنح وأغراض الاعتراف الأخرى لتقييم ما إذا كانت تستوفي الحد الأدنى من المعايير.

## التنصيف
احتلت كلية العلوم الصيدلانية المرتبة 64 في إطار الترتيب المؤسسي الوطني NIRF) عام 2020.  

## أقسام الجامعة
- قسم الاستزراع المائي
- كلية العمارة والتخطيط
- قسم التكنولوجيا الحيوية - تأسس المركز في عام 1994، وافتتحه أمين قسم التكنولوجيا الحيوية آنذاك، حكومة الهند.
- قسم الكيمياء الحيوية
- قسم الكيمياء
- قسم علوم وهندسة الحاسوب
- قسم الهندسة والتكنولوجيا
- قسم العلوم السياسية والإدارة العامة
- قسم علم الاجتماع
- قسم الاقتصاد
- قسم التيلجو واللغات الشرقية
- قسم علم الحيوان
- قسم علم النبات
- قسم التجارة وإدارة الأعمال
- قسم تعليم الكبار
- قسم الإلكترونيات وتكنولوجيا الأجهزة
- قسم علوم البيئة
- قسم الجيولوجيا
- قسم الرياضيات
- قسم الفيزياء
- قسم التنمية الريفية
- قسم الخدمة الاجتماعية
- قسم الإحصاء
- قسم علم المكتبات والمعلومات
- قسم دراسات المرأة
- مركز الاشتراكية العلمية
- قسم الماجستير والصحافة والإعلام
- مركز الدراسات البوذية
- مركز الدراسات الكشميرية
- قسم تكنولوجيا النانو (5 سنوات مدمجة)
- قسم تقنيات ناسا
- قسم ماجستير إدارة الأعمال (إدارة المستشفيات)
- قسم ماجستير إدارة الأعمال (إدارة السفر والسياحة)
- قسم إدارة الموارد البشرية
- قسم بكالوريوس التربية (B.Ed)

## المجلات البحثية
- Acharya Nagarjuna المجلة الدولية للرياضيات وتكنولوجيا المعلومات
- الاتجاهات الحالية في مجال التكنولوجيا الحيوية والصيدلة

## الروابط الخارجية
- نائب المستشار ANU
- الموقع الرسمي